# Dario Kolobarić
Dario Kolobarić, slovenski nogometaš, * 6. februar 2000, Teslić, Bosna in Hercegovina.
Kolobarić je profesionalni nogometaš, ki igra na položaju napadalca. Od leta 2023 je član slovenskega kluba Domžale. Pred tem je igral za slovenske klube Dob, Koper in Gorico ter beloruski Šahtjor Soligorsk. Skupno je v prvi slovenski ligi odigral 70 tekem in dosegel 19 golov. Bil je tudi član slovenske reprezentance do 16, 17, 18, 19 in 21 let.